# 小川佳純
小川 佳純（おがわ よしずみ、1984年8月25日 - ）は、東京都杉並区出身の元プロサッカー選手、サッカー指導者。ポジションはミッドフィールダー。

## 来歴

### プロ入り前
東京都杉並区にある宝陽幼稚園でサッカーを始める。宝陽幼稚園サッカー部の先輩Jリーガーの山田卓也、南雄太、三田光に次ぐ4人目のプロサッカー選手。杉並区立富士見丘小学校3年の時に三菱養和SC千歳船橋スクールに入団。中学進学前にヴェルディジュニアユースのセレクションを受けたが選考不通過となったため、三菱養和ジュニアユースでプレーを続けた。3年次に初の全国大会となったクラブジュニアユース選手権でベスト8を経験。
高校は船橋市立船橋高等学校に進学。第57回国民体育大会少年の部で優勝、第81回全国高校サッカー選手権大会で優勝を経験したときの決勝戦で唯一の得点を挙げた。当時のチームメイトに青木良太、大久保裕樹、小宮山尊信、原一樹、1学年後輩に増嶋竜也、カレン・ロバート、鈴木修人、佐藤優也がいる。高校卒業後は明治大学商学部に進学した。大学時代の同期には、福田健介と森賢一がいる。大学でもレギュラーとして活躍し、関東大学選抜にも選ばれた。在学中に名古屋グランパスエイトとサガン鳥栖から練習帯同のオファーがあり練習に参加、鳥栖からは良い返答がなかったが名古屋からは再度の練習参加のオファーが届き、2006年11月、名古屋とプロ契約。

### クラブ経歴

#### 名古屋グランパス
| 2008年の名古屋グランパス ヨンセン 玉田 マギヌン 吉村 中村 小川 阿部 吉田 バヤリツァ 竹内 楢﨑 |

| 2011年終盤の名古屋グランパス ケネディ 小川 玉田 藤本 ダニルソン 中村 阿部 増川 闘莉王 田中 楢﨑 |

ルーキーイヤーの2007年、J1第22節大宮アルディージャ戦で初出場を果たし、J1第27節柏レイソル戦で初得点を挙げた。リーグ戦11試合に出場、2得点を挙げた。
2008年、新監督のドラガン・ストイコビッチによって右サイドハーフでレギュラー起用され、アシストだけではなく自ら得点に絡み、FW以外では最多となる11得点を挙げた。同年夏には日本代表の強化合宿にも参加している。リーグ戦11得点11アシストを記録し、優秀新人賞に選ばれた。同年にプロ入りした大学の2年後輩の長友佑都、市立船橋高校時代の同期生の原一樹も優秀新人賞に選ばれ、近しい3人で新人王を争い小川が新人王を獲得した。また、小川はJリーグベストイレブンとのダブル受賞であった。
2009年には背番号が10に変更されるが、試合で激しいマークを受ける機会も増したことや、チームの不調もあり序盤から前年のようなプレーができなかった。5月24日のジュビロ磐田戦では2回の警告を受け累積退場となるが、これは小川自身だけではなく、ストイコビッチ監督下のチームにおいても初めての退場であった。ケネディ・闘莉王・ダニルソンらが加入した2009年終盤から2011年中盤にかけては、個人の能力を生かすことを目的に4-3-3が導入されてクラブは最盛期を迎えるが、連動した動きを得意とする小川は不調に陥る。
2011年中盤にシステムが4-2-3-1に変更されると、玉田圭司・藤本淳吾らとともに2列目に配された小川は、得意とする連動した動きを求められたことで復調しチーム自体も調子を上げ、最終的に勝点差1の2位でシーズンを終えた。しかし翌2012年は主力選手の離脱により主力選手以外の練度不足という問題が露呈していき、主力選手のスタミナ面の陰りなどの要因から2013年以降は成績が下降。ストイコビッチ退任後の監督にも小川は起用され続けチームを支えたが、2016年にはクラブ史上初のJ2降格を喫することとなる。
2016年11月10日、竹内彬らとともにシーズン終了後の契約満了に伴う退団が発表された。

#### サガン鳥栖・アルビレックス新潟
2016年12月16日、サガン鳥栖へ入団が発表された。しかし鳥栖ではリーグ戦での出場機会に恵まれず、2017年8月にアルビレックス新潟へ期限付き移籍。
2017年11月26日、史上97人目となるJ1通算300試合出場を達成する。2018年から新潟へ完全移籍し、同年8月にキャプテンであった磯村亮太がV・ファーレン長崎へ移籍したことに伴い後任のキャプテンに選出され、同年末まで務めた。2019年末に契約満了により新潟を退団した。

### 指導者時代
2020年1月、現役引退とFCティアモ枚方の監督就任が発表された。就任1年目ながら、チームを関西サッカーリーグ初優勝に導き、全国地域サッカーチャンピオンズリーグ2020では、一次ラウンドを2勝1分の首位で通過。決勝ラウンドは1勝2分・勝点5で3チームが並んだものの得失点差で優勝し、チームの日本フットボールリーグ（JFL）昇格へと導いた。2022年9月26日、FCティアモ枚方の監督を退任。
2023シーズンよりサガン鳥栖のトップチームコーチに就任が発表された。2024年12月、同年限りでの退任が発表された。
2025年、明治大学体育会サッカー部のコーチに就任した。

## 評価
2008年にストイコビッチ監督に抜擢され活躍したことで、「ピクシーの後継者」とも呼ばれたが、小川自身は「プレースタイルが違う」と否定している。2008年J1第31節で対戦した柏レイソルの石崎信弘監督は試合終了後に「小川は本当にうまいねぇ、なんで代表に呼ばんのかねぇ」とコメント、そのプレーぶりに賛辞を送った。

## 所属クラブ
ユース経歴
- 宝陽幼稚園サッカー部
- 宝陽幼稚園OBサッカー部
- - 1996年 三菱養和SC千歳船橋スクール
- 1997年 - 1999年 三菱養和SCジュニアユース
- 2000年 - 2002年 船橋市立船橋高等学校
- 2003年 - 2006年 明治大学

プロ経歴
- 2007年 - 2016年  名古屋グランパスエイト
- 2017年  サガン鳥栖
  - 2017年8月 - 同年12月  アルビレックス新潟 (期限付き移籍)
- 2018年 - 2019年  アルビレックス新潟

## 個人成績
| 国内大会個人成績 | 国内大会個人成績 | 国内大会個人成績 | 国内大会個人成績 | 国内大会個人成績 | 国内大会個人成績 | 国内大会個人成績 | 国内大会個人成績 | 国内大会個人成績 | 国内大会個人成績 | 国内大会個人成績 | 国内大会個人成績 |
| 年度             | クラブ           | 背番号           | リーグ           | リーグ戦         | リーグ戦         | リーグ杯         | リーグ杯         | オープン杯       | オープン杯       | 期間通算         | 期間通算         |
| 年度             | クラブ           | 背番号           | リーグ           | 出場             | 得点             | 出場             | 得点             | 出場             | 得点             | 出場             | 得点             |
| 日本             | 日本             | 日本             | 日本             | リーグ戦         | リーグ戦         | リーグ杯         | リーグ杯         | 天皇杯           | 天皇杯           | 期間通算         | 期間通算         |
| ---------------- | ---------------- | ---------------- | ---------------- | ---------------- | ---------------- | ---------------- | ---------------- | ---------------- | ---------------- | ---------------- | ---------------- |
| 2007             | 名古屋           | 29               | J1               | 11               | 2                | 2                | 0                | 2                | 0                | 15               | 2                |
| 2008             | 名古屋           | 29               | J1               | 33               | 11               | 9                | 2                | 3                | 0                | 45               | 13               |
| 2009             | 名古屋           | 10               | J1               | 33               | 3                | 2                | 1                | 5                | 0                | 40               | 4                |
| 2010             | 名古屋           | 10               | J1               | 34               | 2                | 6                | 0                | 2                | 1                | 42               | 3                |
| 2011             | 名古屋           | 10               | J1               | 34               | 3                | 2                | 0                | 3                | 1                | 39               | 4                |
| 2012             | 名古屋           | 10               | J1               | 31               | 1                | 2                | 0                | 4                | 2                | 37               | 3                |
| 2013             | 名古屋           | 10               | J1               | 33               | 9                | 4                | 0                | 1                | 0                | 38               | 9                |
| 2014             | 名古屋           | 10               | J1               | 25               | 3                | 4                | 2                | 4                | 1                | 33               | 6                |
| 2015             | 名古屋           | 10               | J1               | 32               | 1                | 4                | 1                | 0                | 0                | 36               | 2                |
| 2016             | 名古屋           | 10               | J1               | 20               | 1                | 6                | 0                | 1                | 0                | 27               | 1                |
| 2017             | 鳥栖             | 20               | J1               | 5                | 0                | 4                | 0                | 1                | 0                | 10               | 0                |
| 2017             | 新潟             | 40               | J1               | 10               | 1                | -                | -                | -                | -                | 10               | 1                |
| 2018             | 新潟             | 40               | J2               | 21               | 2                | 0                | 0                | 1                | 0                | 22               | 2                |
| 2019             | 新潟             | 40               | J2               | 5                | 0                | -                | -                | 1                | 0                | 6                | 0                |
| 通算             | 日本             | 日本             | J1               | 301              | 37               | 45               | 6                | 26               | 5                | 372              | 48               |
| 通算             | 日本             | 日本             | J2               | 26               | 2                | 0                | 0                | 2                | 0                | 28               | 2                |
| 総通算           | 総通算           | 総通算           | 総通算           | 327              | 39               | 45               | 6                | 28               | 5                | 400              | 50               |

| 国際大会個人成績 | 国際大会個人成績 | 国際大会個人成績 | 国際大会個人成績 | 国際大会個人成績 |
| 年度             | クラブ           | 背番号           | 出場             | 得点             |
| AFC              | AFC              | AFC              | ACL              | ACL              |
| ---------------- | ---------------- | ---------------- | ---------------- | ---------------- |
| 2009             | 名古屋           | 10               | 10               | 5                |
| 2011             | 名古屋           | 10               | 7                | 0                |
| 2012             | 名古屋           | 10               | 5                | 0                |
| 通算             | AFC              | AFC              | 22               | 5                |

## 代表歴
- 2008年 日本代表候補

## 指導歴
- 2020年 - 2022年9月 FCティアモ枚方 監督
- 2023年 - 2024年 サガン鳥栖 コーチ
- 2025年 - 明治大学体育会サッカー部 コーチ

## タイトル

### 選手時代
名古屋グランパス
- J1リーグ：1回（2010）
- FUJI XEROX SUPER CUP：1回（2011）

個人
- Jリーグ新人王（2008）
- Jリーグベストイレブン：1回（2008）

### 監督時代
FCティアモ枚方
- 関西サッカーリーグ1部：1回（2020）
- 全国地域サッカーチャンピオンズリーグ：1回（2020）
- 大阪サッカー選手権大会：1回（2020）